# Fachkraft für Lagerwirtschaft
Die Ausbildungsordnung zur Fachkraft für Lagerwirtschaft trat am 1. August 1991 in Kraft und am 1. August 2004 außer Kraft. Abgelöst wurde der Beruf Fachkraft für Lagerwirtschaft durch den Nachfolgeberuf Fachkraft für Lagerlogistik.
Fachkräfte für Lagerwirtschaft sind in der Industrie, im Einzel- und Großhandel oder bei Speditionsunternehmen beschäftigt. Dort arbeiten sie überwiegend im Lager, aber auch in Fabrikhallen oder im Verkauf.
Fachkräfte für Lagerwirtschaft kontrollieren den Lagerbestand, verwalten, kommissionieren und optimieren alle Vorgänge sowohl in den Bereichen Wareneingang, Warenausgang und Lagerhaltung als auch in den Bereichen Einkauf und Verkauf (je nach Betrieb variabel).